# ایریس باری
اریس باری (انگلیسی: Iris Barry؛ 1895 – ۲۲ دسامبر ۱۹۶۹) مننقد فیلم اهل ایالات متحده آمریکا بود.